# Piero Gros
Pour les articles homonymes, voir Gros.
Piero Gros, né le 30 octobre 1954 à Sauze d'Oulx, dans la province de Turin, au Piémont, est un skieur alpin italien.

## Biographie
Piero Gros fait ses débuts en coupe du monde en décembre 1972 et remporte immédiatement deux courses à  seulement 18 ans. Il devient ainsi le plus jeune italien à remporter une épreuve de coupe du monde.
Deux ans plus tard, il remporte le classement général de la coupe du monde 1974 et succède au palmarès à son compatriote Gustavo Thöni. La même année, il gagne sa première médaille aux championnats du monde, le bronze en géant à Saint-Moritz.
Piero Gros atteint le sommet de sa carrière en remportant la médaille d'or en slalom aux Jeux olympiques de 1976. Il bat l'invincible Ingemar Stenmark.
Il signe son dernier exploit aux Championnats du monde de 1978 à Garmisch avec une médaille d'argent en slalom.
Piero Gros prend sa retraite à 28 ans en 1982. Il devient le maire de sa commune natale, Sauze d'Oulx, entre 1985 et 1990, et travaille régulièrement avec la Rai et actuellement pour la Télévision Suisse Italienne pour commenter les épreuves alpines.

## Hommage
Le 7 mai 2015, en présence du président du Comité national olympique italien (CONI), Giovanni Malagò, a été inauguré  le Walk of Fame du sport italien dans le parc olympique du Foro Italico de Rome, le long de Viale delle Olimpiadi. 100 tuiles rapportent chronologiquement les noms des athlètes les plus représentatifs de l'histoire du sport italien. Sur chaque tuile figure le nom du sportif, le sport dans lequel il s'est distingué et le symbole du CONI. L'une de ces tuiles lui est dédiée .

## Palmarès

### Jeux olympiques d'hiver
| Épreuve / Édition   | Descente | Slalom géant | Slalom |
| JO 1976 Innsbruck   | —        | Abandon      | Or     |
| JO 1980 Lake Placid | —        | Abandon      | —      |

### Championnats du monde
| Épreuve / Édition                    | Descente | Slalom géant | Slalom  | Combiné |
| Mondiaux 1974 Saint-Moritz           | —        | Bronze       | Abandon | —       |
| JO 1976 Innsbruck                    | —        | Abandon      | Or      | —       |
| Mondiaux 1978 Garmisch-Partenkirchen | —        | 13e          | Argent  | —       |
| JO 1980 Lake Placid                  | —        | Abandon      | —       | —       |
| Mondiaux 1982 Schladming             | —        | —            | 6e      | —       |

### Coupe du monde
- Vainqueur du classement général en 1974
  - Vainqueur de la coupe du monde de géant en 1974
  - 12 victoires : 7 géants et 5 slaloms
  - 35 podiums

#### Saison par saison
- Coupe du monde 1973 :
  - Classement général : 10e
    - 1 victoire en géant : Val-d'Isère
    - 1 victoire en slalom : Madonna di Campiglio
- Coupe du monde 1974 :
  - Classement général : 1er
    - Vainqueur de la coupe du monde de géant
    - 3 victoires en géant : Berchtesgaden, Morzine et Vysoke Tatry
    - 2 victoires en slalom : Vipiteno et Voss
- Coupe du monde 1975 :
  - Classement général : 4e
    - 3 victoires en géant : Val-d'Isère, Madonna di Campiglio et Adelboden
    - 2 victoires en slalom : Garmisch et Kitzbühel
- Coupe du monde 1976 :
  - Classement général : 2e
- Coupe du monde 1977 :
  - Classement général : 4e
- Coupe du monde 1978 :
  - Classement général : 8e
- Coupe du monde 1979 :
  - Classement général : 4e
- Coupe du monde 1980 :
  - Classement général : 29e
- Coupe du monde 1981 :
  - Classement général : 28e
- Coupe du monde 1982 :
  - Classement général : 50e

### Arlberg-Kandahar
- Meilleur résultat : 2e place dans le slalom 1976 à Garmisch et le combiné 1976 à Wengen/Garmisch